# Inspecteur Gadget : Opération Madkactus
Inspecteur Gadget : Opération Madkactus est un jeu vidéo de plates-formes développé par RFX Interactive et co-édité par Ubisoft et LSP en décembre 2000 sur Game Boy Color. C'est une adaptation de la série animée Inspecteur Gadget.